# Уолба
Уолба (якут. Уолба) — село в Таттинском улусе Якутии России. Административный центр и единственный населённый пункт Уолбинского наслега. Население — 534 чел. (2021), большинство — якуты .

## География
Село расположено на северо-востоке центральной части региона, у озёр Уолба, Егорова.
Географическое положение
Расстояние до улусного центра — пгт Ытык-Кюёль — 33 км..

## История
Основано в 1930 году.
Согласно Закону Республики Саха (Якутия) от 30 ноября 2004 года N 173-З N 353-III село возглавило образованное муниципальное образование Уолбинский наслег.

## Население
| 2002 | 2010 | 2011 | 2012 | 2013 | 2014 | 2015 | 2016 | 2017 | 2018 | 2019 |
| ---- | ---- | ---- | ---- | ---- | ---- | ---- | ---- | ---- | ---- | ---- |
| 532  | ↗536 | ↘535 | ↘527 | ↗530 | ↘528 | ↗534 | →534 | ↗545 | ↘540 | ↘538 |
| 2020 | 2021 |      |      |      |      |      |      |      |      |      |
| ↘529 | ↗534 |      |      |      |      |      |      |      |      |      |

Национальный состав
Согласно результатам переписи 2002 года, в национальной структуре населения якуты составляли 97 % от общей численности населения в 532 чел..

## Известные жители
Кочкин, Иннокентий Семенович – тренер по вольной борьбе, бывший борец-вольник родился 23 июня 1948 года в с.Уолба Таттинского района.

## Инфраструктура
Животноводство (мясо-молочное скотоводство, мясное табунное коневодство), возделываются зерновые, картофель, овощи и кормовые культуры .
Дом культуры, средняя общеобразовательная школа, учреждения здравоохранения и торговли.

## Достопримечательности
- Памятник в честь 50-летия Победы в Великой Отечественной войне по улице И. Слепцова.

## Транспорт
Автомобильный транспорт. Выезд на федеральную автотрассу Колыма.